# Rockwood (Pensilvania)
Rockwood es un borough ubicado en el condado de Somerset en el estado estadounidense de Pensilvania. En el año 2000 tenía una población de 954 habitantes y una densidad poblacional de 1,178.9 personas por km².

## Geografía
Rockwood se encuentra ubicado en las coordenadas 39°54′48″N 79°09′21″O / 39.91333, -79.15583.

## Demografía
Según la Oficina del Censo en 2000 los ingresos medios por hogar en la localidad eran de $25,139 y los ingresos medios por familia eran $31,023. Los hombres tenían unos ingresos medios de $26,500 frente a los $20,066 para las mujeres. La renta per cápita para la localidad era de $13,687. Alrededor del 15.1% de la población estaba por debajo del umbral de pobreza.